# Syndicat vertical
 (août 2021).
Si vous disposez d'ouvrages ou d'articles de référence ou si vous connaissez des sites web de qualité traitant du thème abordé ici, merci de compléter l'article en donnant les références utiles à sa vérifiabilité et en les liant à la section « Notes et références ».
Le Syndicat vertical (en espagnol Sindicato vertical, officiellement Organización Sindical Española (en français Organisation syndicale espagnole et en abrégé OSE) est le seul syndicat autorisé en Espagne durant la période franquiste, de 1940 à 1976.

## Histoire
Le syndicat vertical fut créé le 26 janvier 1940 et dissous le 6 décembre 1977.